# Nick Vincent Murphy
Nick Vincent Murphy, meglio noto come Nick Murphy (Kilkenny, 23 ottobre 1977), è uno sceneggiatore e regista irlandese.
Ha studiato al Trinity College di Dublino (1996-2000). Nel 2001 ha conseguito un master in produzione cinematografica presso la DIT Aungier Street di Dublino. Attualmente vive a Londra con la moglie Vicki Parchi dalla quale ha avuto un figlio.

## Filmografia
- Waiting Room, film documentario (2002) sulla sanità americana, girato nella sala d'attesa dell'Highland Hospital di Oakland.
- The Running Mate, serie tv (2007).
- Primeval, serie tv (2007) per la quale dirige alcuni episodi.
- Occupation, serie tv in tre episodi (2009), dedicata alle vicende di tre soldati impegnati nella guerra in Iraq, premiata ai BAFTA come miglior serie tv drammatica.
- Hideaways, lungometraggio, (2011).
- Moone Boy, serie tv (2012), andata in onda sul canale britannico Sky 1 per la quale Nick Murphy ha collaborato alla scrittura.